# تشاك سميث (لاعب كرة قاعدة)
تشاك سميث (بالإنجليزية: Chuck Smith)‏ هو لاعب كرة قاعدة أمريكي، ولد في 21 أكتوبر 1969 في ممفيس في الولايات المتحدة.

## وصلات خارجية
- تشاك سميث على موقعبيزبول رفرنس.كوم (الدوري الرئيسي) (الإنجليزية)
- تشاك سميث على موقعبيزبول رفرنس.كوم (الدوري الثانوي) (الإنجليزية)